# MusicAeterna

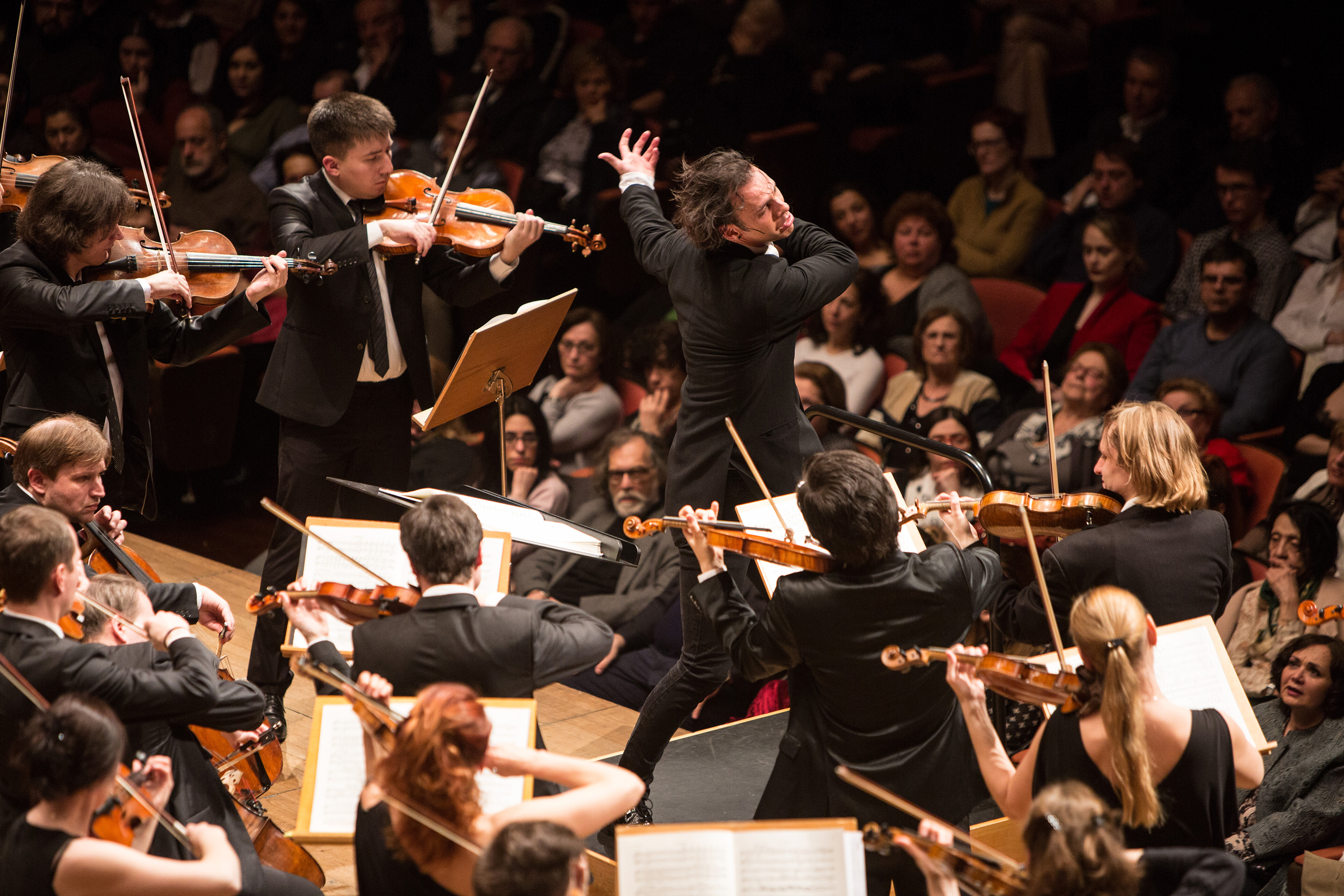
Teodor Currentzis dirigiert das Orchester von MusicAeterna (2017)

MusicAeterna (Eigenschreibweise: musicAeterna; auch Musica Aeterna; lateinisch musica aeterna ,ewige Musik‘) ist ein internationales Ensemble, bestehend aus einem Orchester und zwei Kammerchören, das sich neben der historischen Aufführungspraxis unterschiedlicher Epochen auch der Neuen Musik widmet. Es wurde 2004 in der russischen Metropole Nowosibirsk vom Dirigenten Teodor Currentzis gegründet, der das Ensemble seitdem leitet. Von 2011 bis 2019 war MusicAeterna eines von zwei Orchestern und Chören des Opern- und Ballett-Theaters in Perm.

## Geschichte
Im Jahr 2004 gründete Teodor Currentzis, der Dirigent und Musikdirektor der Staatsoper Nowosibirsk, das Orchester MusicAeterna und einen 30-köpfigen Kammerchor, der sich zunächst New Siberian Singers nannte. Die Sängerinnen und Sänger wurden einzeln aus den besten russischen Konservatorien ausgewählt.

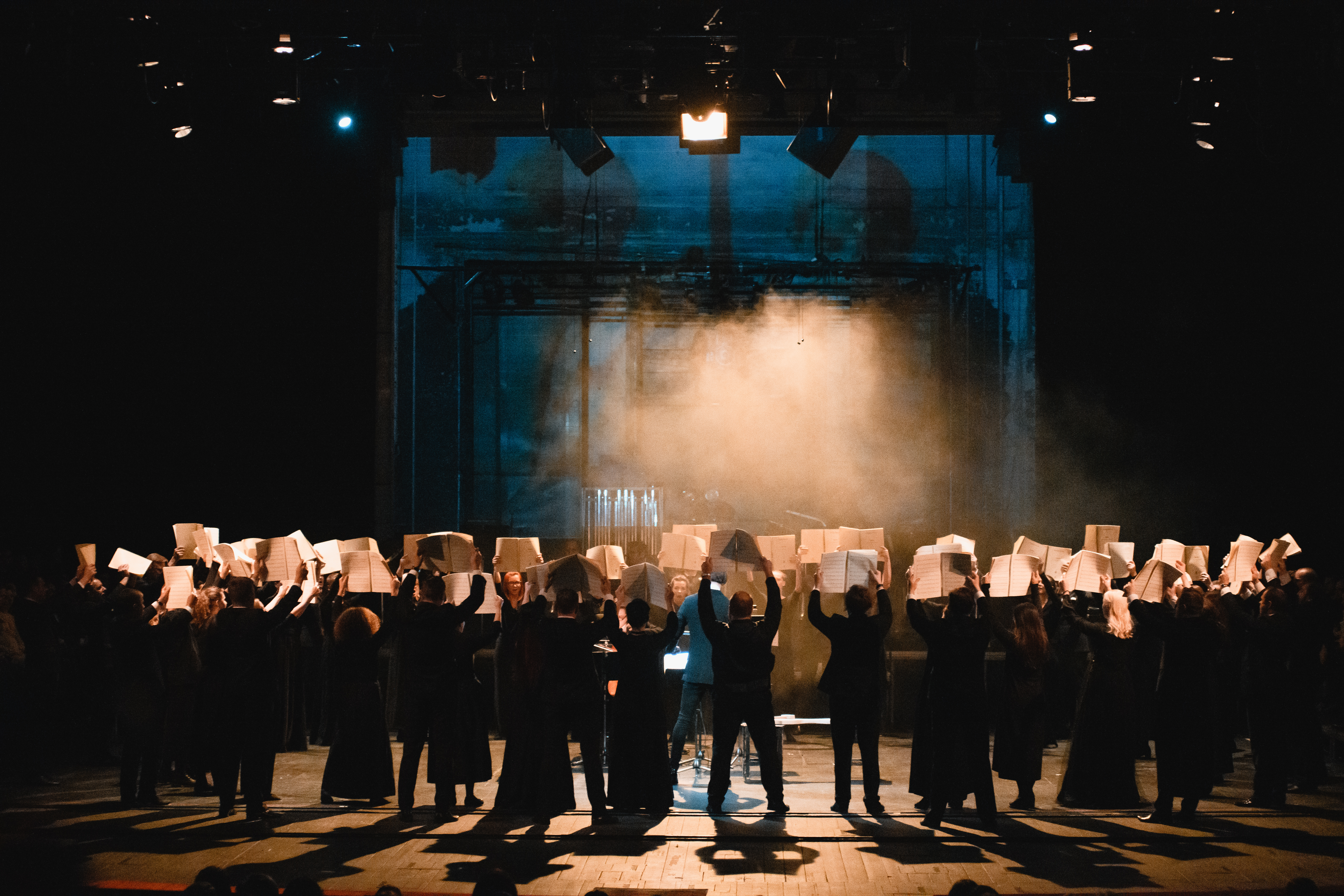
MusicAeterna führt die Choroper Tristia von Philippe Hersant auf (2018)

Das Ensemble spielte sein erstes Konzert am 31. Januar 2005 in der römisch-katholischen Kathedrale von Nowosibirsk mit Stücken von Tschaikowski, Cavalieri, Ives, Bach, Pärt, Mozart, Purcell und Brahms.
Im Februar 2010 fand anlässlich des fünfjährigen Bestehens des Ensembles ein Festival in Nowosibirsk statt, an dem international bekannte Musiker wie unter anderem die Sopranistin Deborah York, der Tenor Markus Brutscher und der Pianist Anton Batagov teilnahmen.
Im Januar 2011, nach der Ernennung von Teodor Currentzis zum künstlerischen Leiter des Opern- und Ballett-Theaters in Perm, wurde MusicAeterna das Residenzorchester und der Residenzchor der Permer Oper.
Die Aufführung von Mozarts Oper Così fan tutte im September 2011 markiert den Beginn von MusicAeternas Da-Ponte-Zyklus in Perm: später werden auch Le nozze di Figaro und Don Giovanni aufgeführt. Zusätzlich nahm das Ensemble die Opern-Trilogie in einer Studioproduktion für das Musiklabel Sony Classical auf. Die Aufnahmen fanden international Beachtung und wurden von Kritikern sehr unterschiedlich bewertet. Der Musikkritiker Andrew Clark lobt die Einspielung von Le nozze di Figaro und schreibt: „Teodor Currentzis dirigiert, als sei die Oper von Grund auf neu studiert und konstruiert worden, wobei jedes Detail abgewogen und in den Bogen des Ganzen eingeordnet wurde.“ Markus Thiel kritisiert dagegen die extreme Interpretation von Don Giovanni, die Currentzis weitertreibe „bis hinein in die von der Partitur kaum mehr gestützte Willkür“. Der Kulturjournalist Werner Theurich hingegen attestiert dem Ensemble eine verblüffend gewachsene Reife in der historisch informierten Spielweise und lobt die überwältigende Präzision der Einspielung.
MusicAeterna war auch an Produktionen wie beispielsweise Verdis Oper La traviata in der Regie von Robert Wilson, Honeggers Jeanne d’Arc au bûcher in der Regie von Romeo Castellucci und Purcells The Indian Queen in der Regie von Peter Sellars beteiligt.

Seit seiner ersten Saison an der Oper in Perm nimmt das Ensemble regelmäßig an internationalen Musikfestivals wie dem Lucerne Festival, der Ruhrtriennale, dem Festival van Vlaanderen und dem Festival d’Aix-en-Provence teil.

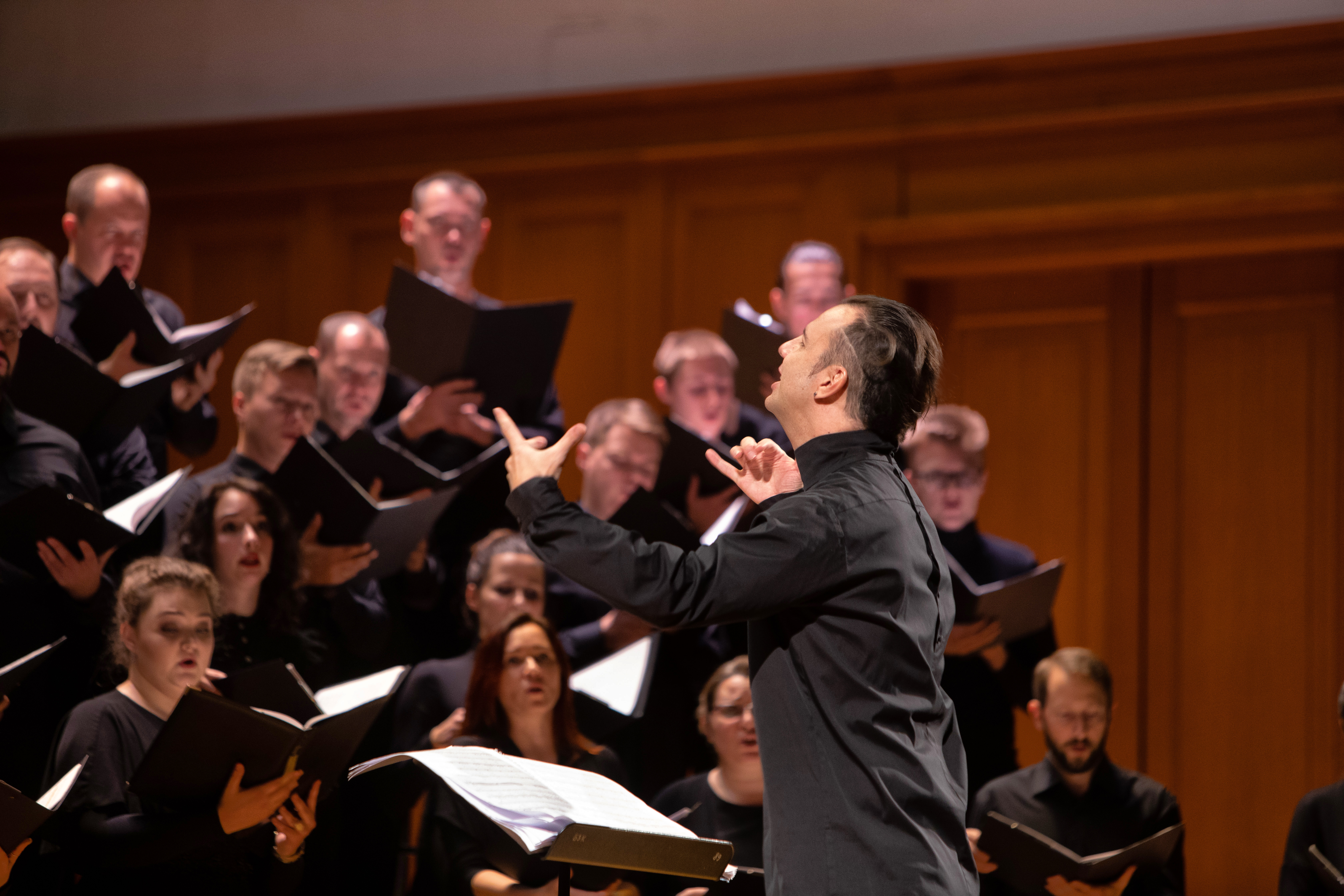
MusicAeterna bei einer Aufführung von Alfred Schnittkes Konzert für Chor

Neben den Auftritten in Perm spielte MusicAeterna in Konzertsälen auf der ganzen Welt, darunter im Wiener Konzerthaus, in der Berliner Philharmonie, in der Elbphilharmonie Hamburg, in der Mailänder Scala und in der Philharmonie de Paris, sowie in Moskau, London, Brüssel, Helsinki, Lissabon, Baden-Baden, München, Köln, Athen, Amsterdam und Madrid.
Im Jahr 2017 eröffnete MusicAeterna als erstes russisches Ensemble die Salzburger Festspiele, mit Mozarts Requiem und mit einer Aufführung von Mozarts Oper La clemenza di Tito in der Regie von Peter Sellars. 2018 kehrte das Orchester mit einem Zyklus von Beethovens Sinfonien nach Salzburg zurück. Der nächste Auftritt bei den Salzburger Festspielen ist 2021 unter anderem mit Romeo Castelluccis Neuinszenierung von Mozarts Oper Don Giovanni geplant.
2018 wurde mit MusicAeterna Byzantina der zweite Chor des Ensembles gegründet, welcher das Ziel verfolgt die byzantinische Musik dem internationalen Publikum zugänglich zu machen. Der neue Chor setzt sich aus 16 Absolventen griechischer Konservatorien zusammen und wird von Antonios Koutroupis geleitet.

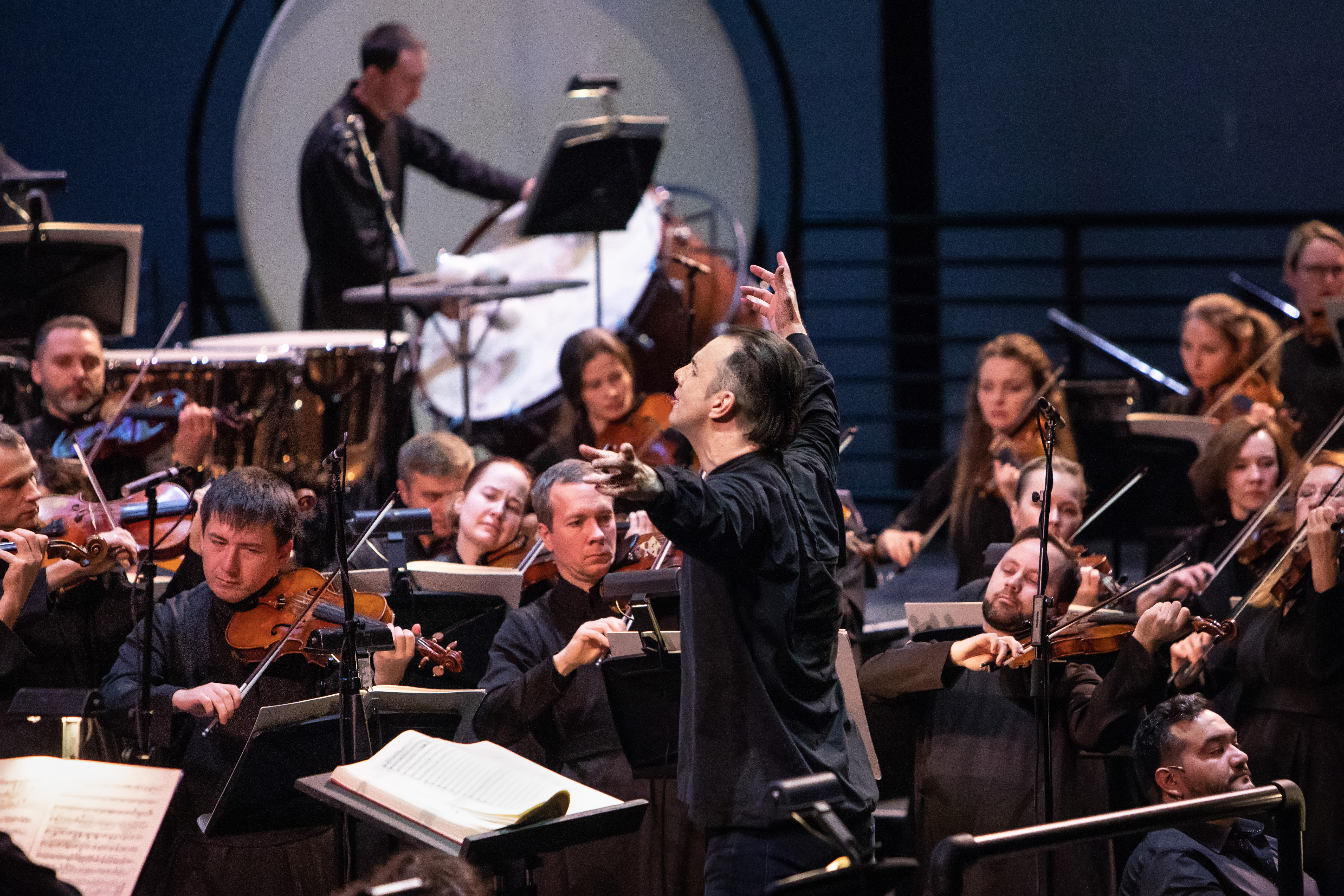
MusicAeterna spielt die Messa da Requiem im Kulturzentrum The Shed, New York (2019)

Sein Debüt in Nordamerika gab MusicAeterna Ende 2019 im New Yorker Kulturzentrum The Shed, bei dem die Messa da Requiem von Verdi aufgeführt wurde. Laut der New York Times war das Konzert einer der Höhepunkte des Jahres. Im gleichen Monat führten Currentzis und der Chor von MusicAeterna das Verdi-Requiem mit den Berliner Philharmonikern auf.
Im Jahr 2019 gab das Ensemble seine Residenz bei der Oper in Perm auf und verlegte seinen Sitz nach Sankt Petersburg. MusicAeterna tritt seitdem als unabhängiges, privat finanziertes Ensemble auf.
Ein im Zusammenhang mit dem Russischen Überfall auf die Ukraine umstrittenes Benefizkonzert für ukrainische Flüchtlinge im Wiener Konzerthaus am 12. April 2022 wurde von der Konzerthausgesellschaft kurzfristig abgesagt, um dem Wunsch des ukrainischen Botschafters nachzukommen, bei solchen Veranstaltungen „von der Involvierung russischer Künstlerinnen und Künstler abzusehen“.

## Auszeichnungen und Nominierungen
Echo Klassik
- 2014: Auszeichnung für Mozart: Le nozze di Figaro[25]
- 2016: Auszeichnung für Strawinsky: Le Sacre du printemps[26]

Diapason d’or
- 2017: Auszeichnung für Tschaikowski: 6. Sinfonie[27]

Preis der deutschen Schallplattenkritik
- 2015: Nominierung für Mozart: Così fan tutte[28]
- 2016: Nominierung für Tschaikowski: Violinkonzert; Strawinsky: Les Noces (Solistin: Patricia Kopatchinskaja)[29]
- 2017: Nominierung für Mozart: Don Giovanni[30]
- 2019: Nominierung für Mahler: 6. Sinfonie[31]
- 2020: Nominierung für Beethoven: 5. Sinfonie[32]